# In vitro

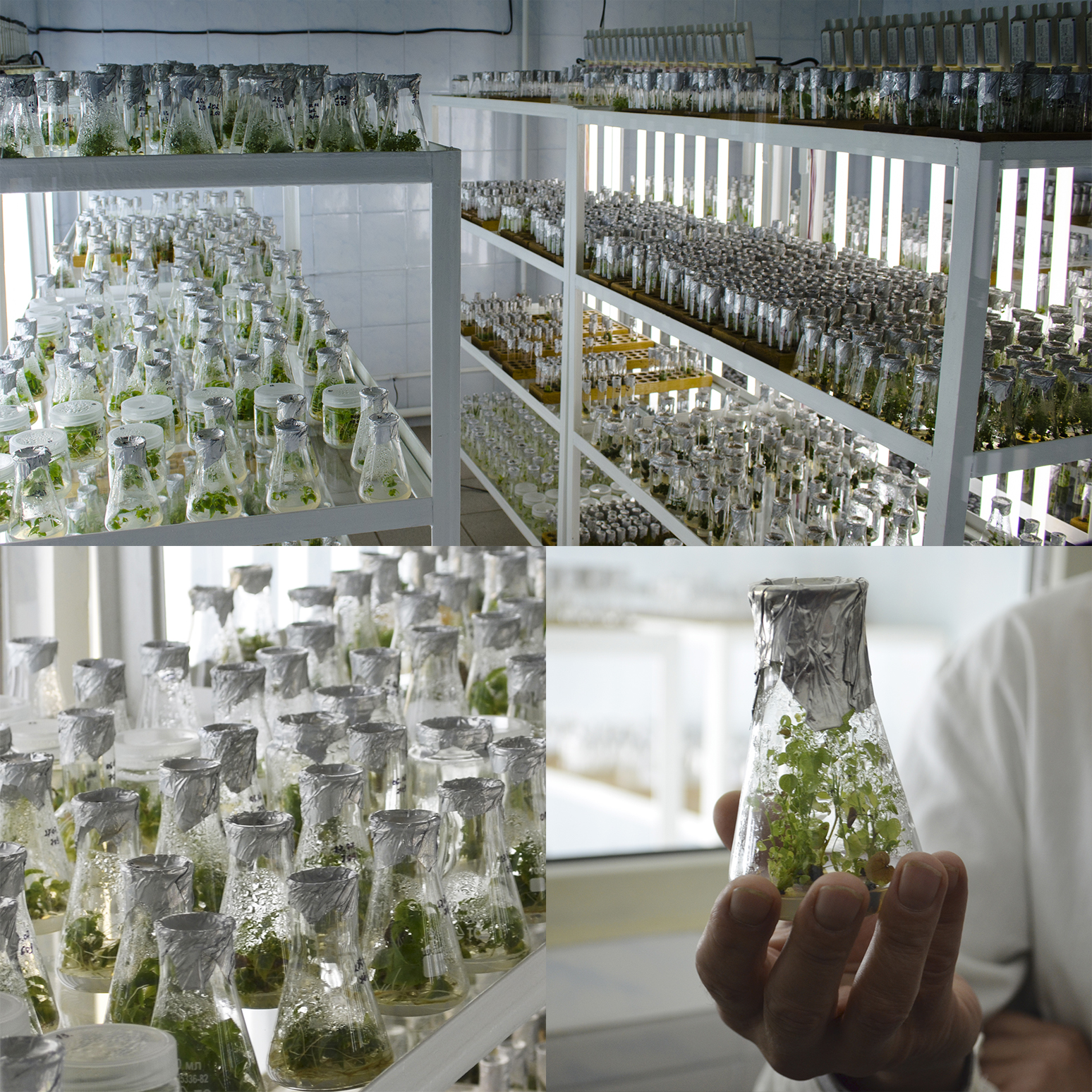
Cây nhân bản trong ống nghiệm

In vitro (tiếng Latinh, nghĩa là "trong ống nghiệm") là phương pháp nghiên cứu đối với các vi sinh vật, tế bào, hoặc các phân tử sinh học trong điều kiện trái ngược với bối cảnh sinh học bình thường của chúng, được gọi là "thí nghiệm trong ống nghiệm". Các nghiên cứu về sinh học và các tiểu ngành được thực hiện bằng thiết bị phòng thí nghiệm như ống nghiệm, bình, đĩa Petri và các đĩa vi tinh thể, bằng cách sử dụng các mô của một sinh vật bị cô lập từ môi trường sinh học thông thường. Cách này cho phép phân tích chi tiết hơn hoặc thuận tiện hơn so với các sinh vật khác. Tuy nhiên, các kết quả thu được từ các thí nghiệm trong ống nghiệm có thể không dự đoán đầy đủ hoặc chính xác tác động trên toàn bộ cơ thể.
Trái ngược với các thí nghiệm trong ống nghiệm, phương pháp nghiên cứu "in vivo" nhân giống vô tính ở ngoài phòng thí nghiệm là những nghiên cứu trên động vật, bao gồm trên người và toàn bộ thực vật. Trong khi đó ex vivo là phương pháp nghiên cứu được tiến hành trên những bộ phận hay cơ quan được lấy ra khỏi sinh vật tuy vậy vẫn đảm bảo sự hoạt động của cơ quan đó như lúc trong cơ thể sống.

## Định nghĩa
Các nghiên cứu in vitro (tiếng Latinh: in glass; thường không được in nghiêng trong tiếng Anh) được tiến hành sử dụng các thành phần của một sinh vật đã được phân lập từ môi trường xung quanh sinh học thông thường của chúng, chẳng hạn như vi sinh vật, tế bào, hoặc các phân tử sinh học. Ví dụ, microrganisms hoặc tế bào có thể được nghiên cứu trong môi trường nuôi cấy nhân tạo, và protein có thể được kiểm tra trong các dung dịch. Hiện nay cách tiến hành phương pháp này liên quan đến toàn bộ các kỹ thuật được sử dụng trong sinh học phân tử, như omics.
Ngược lại, các nghiên cứu được thực hiện trong sinh vật (vi sinh vật, động vật, người hoặc toàn bộ thực vật) được gọi là  in vivo .

## Ví dụ
Ví dụ về các nghiên cứu in vitro bao gồm: sự cô lập, tăng trưởng và nhận dạng các tế bào có nguồn gốc từ các sinh vật đa bào trong (nuôi cấy tế bào hoặc tế bào); các thành phần tế bào dưới (ví dụ: ty thể hoặc ribosome); chiết xuất tế bào hoặc dưới tế bào (ví dụ chiết xuất mầm lúa mì hoặc tế bào lưới), tinh khiết các phân tử như protein, DNA hoặc RNA; và sản xuất thương mại như thuốc kháng sinh và các sản phẩm dược phẩm khác. Virus, mà chỉ tái tạo trong các tế bào sống, được nghiên cứu trong phòng thí nghiệm về nuôi cấy tế bào hoặc mô. Và nhiều nhà nghiên cứu virus sinh vật tham khảo những nghiên cứu như in vitro để phân biệt nó với các nghiên cứu in vivo trên toàn bộ sinh vật.
- Phản ứng chuỗi polymerase là một phương pháp để nhân rộng chọn lọc các chuỗi DNA và RNA cụ thể trong ống nghiệm.
- Việc tinh sạch và sàng lọc protein bao gồm sự cô lập của một protein đặc biệt quan tâm từ một hỗn hợp các protein, thường được lấy từ các tế bào hoặc mô đã đồng nhất.
- Thụ tinh trong ống nghiệm được sử dụng cho phép tinh trùng thụ tinh trứng trong một đĩa nuôi cấy trước khi cấy phôi thai hoặc phôi tạo ra phôi thai vào tử cung của người mẹ tương lai.
- Trong các chẩn đoán in vitro là một loạt các xét nghiệm trong phòng thí nghiệm y tế và thú y được sử dụng để chẩn đoán bệnh và theo dõi tình trạng lâm sàng của bệnh nhân bằng cách sử dụng mẫu máu, tế bào hoặc các mô khác được lấy từ bệnh nhân.
- Thí nghiệm trong ống nghiệm đã được sử dụng để mô tả các quá trình hấp phụ, phân phối, trao đổi chất, và bài tiết chất gây nghiện hoặc các hoá chất chung trong cơ thể sống; Ví dụ, các thí nghiệm tế bào Caco-2 có thể được thực hiện để ước lượng sự hấp thu các hợp chất thông qua niêm mạc của đường tiêu hóa,[4] các phân vùng của các hợp chất giữa các cơ quan có thể được xác định để nghiên cứu cơ chế phân phối;[5] Có thể sử dụng nuôi cấy hoặc nuôi cấy các tế bào gan nguyên phát hoặc các tế bào giống tế bào gan (HepG2, HepaRG) để nghiên cứu và định lượng hóa sự trao đổi chất hóa học.[6] Các thông số quá trình ADME này sau đó có thể được tích hợp vào cái gọi là "mô hình dược động học dựa trên sinh lý học" hoặc PBPK.

## Những ưu điểm
Các nghiên cứu in vitro cho phép phân tích chi tiết cụ thể, đơn giản hơn, thuận tiện hơn và chi tiết hơn so với việc thực hiện với toàn bộ cơ thể. Cũng giống như các nghiên cứu trong toàn bộ động vật ngày càng thay thế thử nghiệm trên người, như vậy là nghiên cứu  in vitro  thay thế nghiên cứu trên toàn bộ động vật.

### Sự đơn giản
Sinh vật sống là các hệ thống chức năng cực kỳ phức tạp, gồm ít nhất là hàng chục ngàn gen, các phân tử protein, các phân tử RNA, các hợp chất hữu cơ nhỏ, các ion vô cơ và phức hợp trong một môi trường không gian được tổ chức bởi các màng, và trong trường hợp của sinh vật đa bào, hệ thống cơ quan. Các thành phần này tương tác với nhau và với môi trường của chúng theo cách thức tiêu hóa thức ăn, loại bỏ chất thải, chuyển hóa các chất đến nơi cần thiết rất chính xác và phản ứng với các phân tử báo hiệu, các sinh vật khác, ánh sáng, âm thanh, nhiệt, hương vị, cảm nhận và cân bằng.

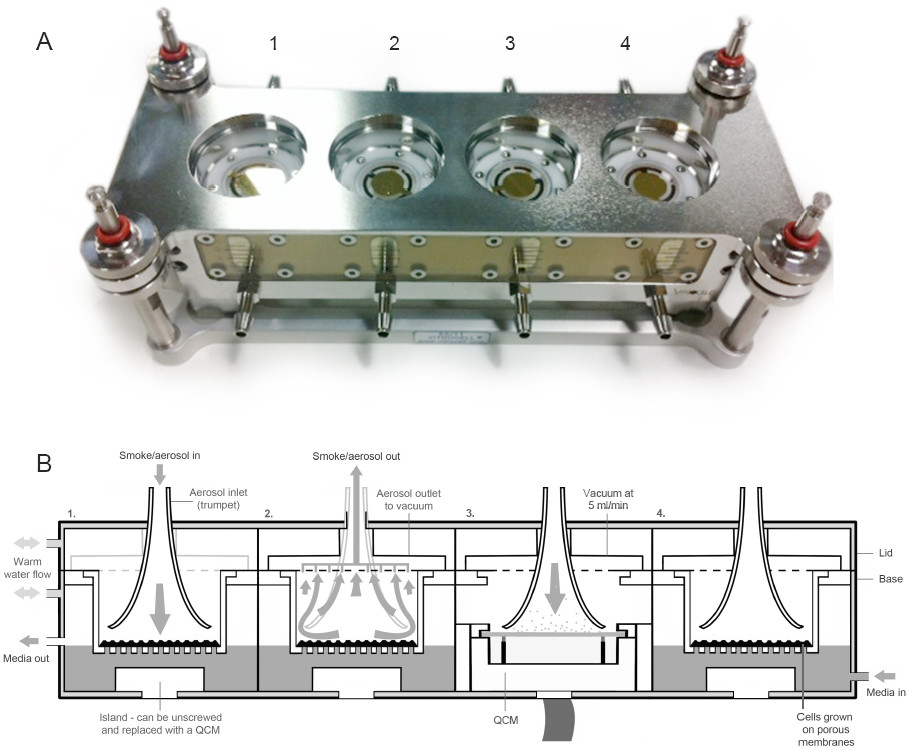
Nhìn từ trên xuống của một module tiếp xúc với động vật có vú Vitrocell "robot hút thuốc", (tháo nắp) xem bốn giếng tách ra để nuôi cấy tế bào chèn để được tiếp xúc với khói thuốc lá hoặc một aerosol cho một nghiên cứu in vitro về các ảnh hưởng.

Sụ phức tạp này gây ra khó khăn trong xác định những tương tác giữa các thành phần riêng biệt và việc tìm hiểu các chức năng sinh học cơ bản của chúng. Phương thức nghiên cứu in vitro giúp đơn giản hóa hệ thống đang được nghiên cứu, vì vậy điều tra viên có thể tập trung vào một số lượng nhỏ các thành phần.
Ví dụ, việc nhận dạng các protein của hệ miễn dịch (ví dụ kháng thể), và cơ chế nhận biết và liên kết với các kháng nguyên bên ngoài sẽ vẫn còn rất mơ hồ nếu không sử dụng rộng rãi công trình in vitro để cô lập các protein, xác định các tế bào và gen sản xuất chúng, nghiên cứu các tính chất vật lý của sự tương tác của chúng với kháng nguyên, và xác định cách thức những tương tác dẫn đến tín hiệu của tế bào, kích hoạt các thành phần khác của hệ thống miễn dịch.

### Đặc trưng chủng loài
Một ưu điểm khác của 'phương pháp in vitro là tế bào của con người có thể được nghiên cứu mà không có "ngoại suy" từ phản ứng tế bào của bào động vật thí nghiệm.

### Thuận tiện, tự động hóa
Các phương pháp in vitro có thể được thu nhỏ và tự động, mang lại các phương pháp sàng lọc cao để kiểm tra các phân tử trong dược lý học hoặc độc tính.

## Nhược điểm
Nhược điểm chính của các nghiên cứu thực nghiệm "in vitro" có thể là một thách thức để ngoại suy từ các kết quả của nghiên cứu in vitro ngược trở lại với tính sinh học của cơ thể nguyên vẹn. Các nhà nghiên cứu thực hiện công trình nghiên cứu thực nghiệm in vitro cần phải tránh giải thích quá mức về kết quả của mình, điều này có thể dẫn đến những kết luận sai lầm về hệ thống sinh học và sinh vật.
Ví dụ, các nhà khoa học phát triển một loại virut mới để điều trị nhiễm virut gây bệnh (ví dụ HIV-1) có thể thấy rằng một loại thuốc thử nghiệm có chức năng ngăn ngừa sự nhân lên của virut trong môi trường in vitro (thường là nuôi cấy tế bào). Tuy nhiên, trước khi thuốc này được sử dụng rộng rãi ở bệnh viện, nó phải trải qua một loạt các thử nghiệm "in vivo" để xác định độ an toàn và hiệu quả với các cá thể sống (thường là chuỗi liên tiếp thử nghiệm trên các động vật nhỏ, linh trưởng và cuối cùng là trên cơ thể người). Thông thường, hầu hết các thuốc thí nghiệm có hiệu quả trong ống nghiệm chứng minh là không có hiệu quả khi nghiên cứu "in vivo" vì các vấn đề liên quan đến việc phân phối thuốc đến các mô bị ảnh hưởng, độc tính đối với các bộ phận thiết yếu của cơ thể không được miêu tả trong các nghiên cứu "in vitro" ban đầu hoặc các vấn đề khác.

## In vitrođể ngoại suyin vivo
Kết quả thu được từ các thí nghiệm in vitro thường không thể được chuyển đổi, như là, để dự đoán phản ứng của toàn bộ sinh vật in vivo. Xây dựng một quy trình ngoại suy nhất quán và đáng tin cậy từ kết quả in vitro đến in vivo là vô cùng quan trọng. Các giải pháp bao gồm:
- Tăng sự phức tạp của các hệ thống in vitro để tái tạo các mô và sự tương tác giữa chúng (như trong con người trên hệ thống chip Chip)
- Sử dụng mô hình toán học để mô phỏng số lượng hành vi của hệ thống phức tạp, trong đó dữ liệu in vitro cung cấp các giá trị tham số mô hình

Hai cách tiếp cận này không tương thích; tốt hơn trong ống nghiệm hệ thống cung cấp dữ liệu tốt hơn với các mô hình toán học. Tuy nhiên, các thí nghiệm in vitro ngày càng tinh vi thu thập dữ liệu ngày càng nhiều, phức tạp và đầy thách thức để tích hợp. Các mô hình toán học, như mô hình sinh học hệ thống, rất cần thiết ở đây.

### Ngoại suy trong dược lý
Trong dược lý học, IVIVE có thể được sử dụng để ước tính dược động học (PK) hoặc dược lực học (PD). Vì thời gian và cường độ tác dụng lên một mục tiêu nhất định phụ thuộc vào quá trình tập trung thời gian của thuốc ứng cử viên (phân tử cha mẹ hoặc chất chuyển hóa) tại vị trí đích đó, độ nhạy cảm của mô và cơ quan in vivo có thể hoàn toàn khác nhau quan sát trên các tế bào nuôi cấy và tiếp xúc trong ống nghiệm. Điều đó chỉ ra rằng các hiệu ứng ngoại suy quan sát trong ống nghiệm cần một mô hình định lượng của PK in vivo. PK dựa trên sinh lý (PBPK) các mô hình thường được chấp nhận là trung tâm của phép ngoại suy.
Trong trường hợp có tác dụng sớm hoặc những người không có giao tiếp giữa các tế bào, nồng độ tiếp xúc với tế bào giống nhau được cho là gây ra các hiệu ứng giống nhau, cả về chất và lượng, in vitro và in vivo. Trong những điều kiện này, việc phát triển một mô hình PD đơn giản về mối quan hệ đáp ứng liều lượng được quan sát trong ống nghiệm và chuyển đổi nó mà không thay đổi để dự đoán hiệu ứng in vivo là không đủ.